# 因特网流协议
因特网流协议（IPv5）是一个实验性的资源预留协议，被称为因特网流协议(ST)，目的是提供服务质量（QoS），支持多媒体在因特网上实时传输。需要注意的是：IPv4与IPv5无关，IPv5也已嵌入至IPv6。